# Natalia

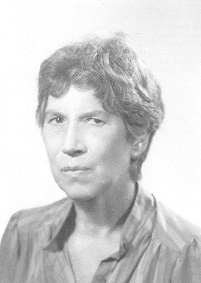
Natalia Ginzburg, 1983.

Kvinnonamnet Natalia är, liksom Natalie, bildat av det latinska uttrycket dies natalis som betyder Kristi födelsedag, det vill säga juldagen.
De äldsta svenska beläggen för att namnet har burits i Sverige är från 1773. Namnet var kring sekelskiftet 1900 något av ett modenamn, men kan numera inte mäta sig med namnsdagsgrannen Natalie. I början på 1990-talet ökade populariteten något, och namnet var ett tag nära att bli ett av de 200 populäraste.
31 december 2005 fanns det totalt 2 388 personer i Sverige med namnet, varav 1 284 hade det som tilltalsnamn.
År 2003 fick 27 flickor namnet, varav 10 fick det som tilltalsnamn.
Namnsdagen i Sverige är 29 december. 1986–2000 var namnsdagen 22 december. I den finlandssvenska namnsdagslängden hade Natalia namnsdag 9 augusti 1929–1949. Sedan 2000 har parallellformen Natalie denna namnsdag i den finlandssvenska namnsdagskalendern.
Natasja är en rysk smeknamnsform av Natalia, som i andra språk används som ett namn.

## Personer med namnet Natalia/Nathalia/Natalija/Natalya m.fl.
- Natalia Barbu, moldavisk sångerska
- Nathalia Edenmont, ukrainsk-svensk konstnär
- Natalia Germanou, grekisk låtskrivare och programledare
- Natalia Ginzburg, italiensk författare
- Natalja Gontjarova, rysk konstnär
- Natalia Kazmierska, polsk-svensk journalist
- Natalja Makarova, rysk ballerina och koreograf
- Natalja Neprjajeva, rysk längdskidåkare
- Natalja Podolskaja, belarusisk sångerska
- Natalia Tena, brittisk skådespelerska
- Natalija Tobias, ukrainsk medeldistanslöpare Natalya Neidhart, kanadenisk fribrottare